# Pat Morris Neff

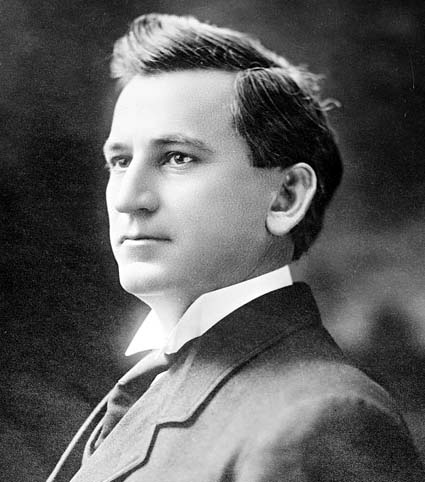
Pat Morris Neff

Pat Morris Neff (* 26. November 1871 in McGregor, Coryell County, Texas; † 20. Januar 1952 in Waco, Texas) war ein US-amerikanischer Politiker und von 1921 bis 1925 Gouverneur des Bundesstaates Texas.

## Frühe Jahre und politischer Aufstieg
Pat Neff besuchte die McGregor High School und dann bis 1894 die Baylor University. Danach arbeitete er zwei Jahre lang als Lehrer in Magnolia in Arkansas, ehe er 1897 an der University of Texas in Austin sein juristisches Examen ablegte und in Waco in seinem neuen Beruf zu arbeiten begann. Neff wurde Mitglied der damals in Texas dominierenden Demokratischen Partei. Zwischen 1899 und 1905 war er Abgeordneter im Repräsentantenhaus von Texas, wobei er seit 1903 Präsident des Hauses war. Von 1906 bis 1912 war er Bezirksstaatsanwalt im McLennan County. In dieser Zeit erhob er 422 Anklagen, von denen er nur 16 Fälle verlor. Damals lehnte er zweimal ein Angebot ab, stellvertretender Generalstaatsanwalt von Texas zu werden.

## Gouverneur von Texas
Bei den Gouverneursvorwahlen des Jahres 1920 konnte sich Neff gegen den ehemaligen US-Senator Joseph Weldon Bailey durchsetzen und die anschließende eigentliche Wahl gewinnen. Sein Sieg bedeutete auch das Ende des politischen Einflusses von Bailey. Pat Neff trat sein neues Amt am 18. Januar 1921 an und konnte es nach einer Wiederwahl im Jahr 1922 gegen den Republikaner William Hawley Atwell bis zum 20. Januar 1925 ausüben. In dieser Zeit wurden die Schulen vor allem im ländlichen Raum finanziell besser unterstützt. Damals entstanden das Texas Technological College und das Texas State Teacher College. Die erst kurz vor Neffs Amtszeit gegründete Straßenbauverwaltung (Highway Commission) wurde reformiert. Sie übernahm viele Aufgaben im Bereich des Straßenbaus von unteren Behörden und sorgte für den Ausbau des Straßennetzes. Neff gilt auch als Gründer der Nationalparks in Texas, die mit Geldern aus der Mineralölsteuer finanziert wurden. Er schrieb einen Wettbewerb aus, um eine eigene offizielle Hymne von Texas komponieren zu lassen. Dabei entstand das Lied Texas, our Texas, das dann die Funktion der Hymne übernahm.
Zweimal musste der Gouverneur das Kriegsrecht verhängen. Einmal ging es um Arbeiterunruhen in Denison und im anderen Fall um die Aufrechterhaltung der Ordnung im Limestone County, wo sich infolge des Erdölbooms das Glücksspiel, Alkoholschmuggel und Prostitution ausbreiteten. Im Vergleich mit seinen Vorgängern hat Pat Neff deutlich weniger Begnadigungen ausgesprochen. Er geriet wegen seiner zögerlichen Haltung gegenüber dem Ku-Klux-Klan in die Kritik. Außerdem konnte er viele andere geplante Maßnahmen nicht über die parlamentarischen Hürden bringen.

## Weiterer Lebenslauf
Nach dem Ende seiner Gouverneurszeit war Neff von 1925 bis 1926 Leiter einer Kommission, die das Bildungssystem des Staates untersuchte. Von 1927 bis 1929 war er Mitglied einer Schiedsgerichtskommission der Bundesregierung und von 1929 bis 1932 gehörte er dem Eisenbahnausschuss von Texas an. Von 1932 bis 1947 war Pat Neff als Nachfolger von Samuel Palmer Brooks Präsident der Baylor University. Danach zog er sich in den Ruhestand zurück. Der Ex-Gouverneur starb im Januar 1952. Mit seiner Frau Myrtie Mainer hatte er einen Sohn und eine Tochter.